# Mauritiske rupee
Den mauritiske rupee er den officielle valuta i Mauritius. Den opdeles i 100 cents, hvilket ikke længere er særlig aktuelt som følge af inflationen.
Den internationale ISO 4217 kode for den mauritiske rupee er MUR.